# Didier Bouvet
Pour les articles homonymes, voir Bouvet.
Didier Bouvet, né le 6 mars 1961 à Abondance, est un ancien skieur alpin français.
Il a mis un terme à sa carrière à l'issue de la saison 1990 et possède aujourd'hui un magasin de sport à Abondance.

## Palmarès

### Jeux olympiques
| Édition / Épreuve | Descente | Super G                          | Slalom géant | Slalom  | Combiné                          |
| ----------------- | -------- | -------------------------------- | ------------ | ------- | -------------------------------- |
| JO 1984 Sarajevo  | —        | Épreuve inexistante à cette date | 14e          | Bronze  | Épreuve inexistante à cette date |
| JO 1988 Calgary   | —        | —                                | —            | Abandon | —                                |

### Championnats du monde
| Édition / Épreuve           | Descente | Super G                          | Slalom géant | Slalom      | Combiné |
| --------------------------- | -------- | -------------------------------- | ------------ | ----------- | ------- |
| Mondiaux 1982 Schladming    | —        | Épreuve inexistante à cette date | —            | Abandon     | —       |
| Mondiaux 1985 Bormio        | —        | Épreuve inexistante à cette date | —            | Disqualifié | —       |
| Mondiaux 1987 Crans-Montana | —        | —                                | Abandon      | 13e         | —       |
| Mondiaux 1989 Vail          | —        | —                                | Abandon      | 12e         | —       |

### Coupe du monde
- Meilleur résultat au classement général : 25e en 1986
  - 1 victoire : 1 slalom (Parpan, Suisse)

#### Saison par saison
- Coupe du monde 1981 :
  - Classement général : 87e
- Coupe du monde 1983 :
  - Classement général : 71e
- Coupe du monde 1984 :
  - Classement général : 49e
- Coupe du monde 1985 :
  - Classement général : 47e
- Coupe du monde 1986 :
  - Classement général : 25e
    - 1 victoire en slalom : Parpan
- Coupe du monde 1987 :
  - Classement général : 31e
- Coupe du monde 1988 :
  - Classement général : 99e
- Coupe du monde 1989 :
  - Classement général : 103e
- Coupe du monde 1990 :
  - Classement général : 88e

### Arlberg-Kandahar
- Meilleur résultat : 7e place dans le slalom 1986 à Sankt Anton

### Championnats de France
- Quadruple Champion de France de Slalom en 1983,1984,1986 et 1988
- Champion de France de Slalom Géant en 1982